# Équipe du Honduras des moins de 20 ans de football
Maillots
L'équipe du Honduras des moins de 20 ans est une sélection de joueurs de moins de 20 ans au début des deux années de compétition placée sous la responsabilité de la Fédération du Honduras de football. Elle a disputé six phases finales de coupe du monde sans jamais réussir à dépasser le premier tour.
Le Honduras a remporté à deux reprises le championnat de la CONCACAF des moins de 20 ans.

## Parcours en Coupe d'Amérique centrale et du nord des nations junior
- 1962 : Phase de groupes
- 1964 :
- 1970 : Non qualifié
- 1973 : Non qualifié
- 1974 : Non qualifié
- 1976 :
- 1978 :
- 1980 : Demi-finaliste
- 1982 :
- 1984 : Deuxième tour
- 1986 : Non qualifié
- 1988 : Tour qualificatif
- 1990 : Phase de groupes
- 1992 : Quatrième
- 1994 :
- 1996 : Phase de groupes
- 1998 : 2e groupe A
- 2001 : 4e groupe B
- 2003 : Tour qualificatif
- 2005 : 2e groupe B
- 2007 : Tour qualificatif
- 2009 :
- 2011 : Quart de finale
- 2013 : Tour qualificatif
- 2015 : Vainqueur des playoffs
- 2017 :
- 2018 :
- 2020 : Annulé Pandémie du Covid-19
- 2022 : Demi-finaliste

## Parcours en Coupe du monde des moins de 20 ans
- 1977 : Premier tour
- 1979 : Non qualifié
- 1981 : Non qualifié
- 1983 : Non qualifié
- 1985 : Non qualifié
- 1987 : Non qualifié
- 1989 : Non qualifié
- 1991 : Non qualifié
- 1993 : Non qualifié
- 1995 : Premier tour
- 1997 : Non qualifié
- 1999 : Premier tour
- 2001 : Non qualifié
- 2003 : Non qualifié
- 2005 : Premier tour
- 2007 : Non qualifié
- 2009 : Premier tour
- 2011 : Non qualifié
- 2013 : Non qualifié
- 2015 : Premier tour
- 2017 : Premier tour
- 2019 : Non qualifié
- 2021 : Annulée (pandémie du Covid-19)
- 2023 : Premier tour
- 2025 : Non qualifié

## Palmarès
- Championnat CONCACAF des moins de 20 ans :
  - Vainqueur : 1982, 1994 et 2005
  - Finaliste : 1964, 1976, 2017
    - troisième en 1978, 1980 ,  2009, 2007 , 2018